# -ismo
-ismo é um sufixo em várias palavras na língua portuguesa, originalmente do sufixo em grego antigo -ισμός (-ismós), que chegou ao português através do latim -ismus. Significa "tomar o partido de" ou "imitar a" e é geralmente usado para descrever filosofias, teorias, religiões, movimentos sociais, movimentos artísticos e comportamentos, formando nomes que designam conceitos de ordem geral. O sufixo "-ismo" é neutro e, assim sendo, não carrega em si uma conotação, podendo ser associado às mais diversas ideologias. Enquanto conceito, "-ismo" se refere ao conjunto das ideologias presentes na sociedade.

## História
O primeiro uso do sufixo "-ismo" como uma palavra separada data de 1680. No século XIX, foi usado por Thomas Carlyle para significar uma ideologia pré-preparada. Foi mais tarde usado nesse sentido pelos escritores Julian Huxley e George Bernard Shaw. Nos Estados Unidos do século XIX, a expressão "os ismos" era utilizada de maneira pejorativa para se referir aos movimentos de reforma social da época (como abolicionismo, feminismo, proibicionismo, Fourierismo, pacifismo, socialismo, etc.) e vários movimentos religiosos contracorrentes (como transcendentalismo, espiritualismo, mormonismo, etc.). Os sulistas se viam como livres dos "ismos" perniciosos – à exceção do proibicionismo, que era compatível à moral protestante. Em 5 de setembro de 1856, por exemplo, o jornal Examiner de Richmond, Virgínia publicou um editorial intitulado "Nossos inimigos: os ismos e seus propósitos". Em 1858, William Gannaway Brownlow escreveu a favor de uma "Sociedade missionária do sul, pela conversão dos gritadores da liberdade, espiritualistas, amantes livres, Fourieristas e reformadores infiéis do Norte".
No século XX, a expressão apareceu no título de uma coletânea de pensamento político de William Ebenstein, intitulada Os Ismos de Hoje, originalmente publicada na década de 1950 e atualmente em sua 11a edição. Mais recentemente, em dezembro de 2015, o dicionário da editora Merriam-Webster declarou "ismo" como a sua palavra do ano. Segundo a editora, o sufixo foi escolhido porque um grupo de palavras que compartilham esse final registraram um aumento significativo em buscas no site do dicionário. Juntas, essas sete palavras representaram milhões de buscas individuais.
O Dicionário da Língua Portuguesa Houaiss explica que o sufixo -ismo, originário do grego -ismós, que seria formador de nome de ação de verbos, chegou ao português por meio do latim -ismus. Houaiss indica que esse sufixo foi primeiro utilizado na medicina para designar intoxicações causadas por agente obviamente tóxico (alcoolismo, eterismo, iodismo etc.), passando a designar também, ao longo dos séculos XIX e XX, movimentos sociais, ideológicos, políticos, opinativos, religiosos. 
O Dicionário da Língua Portuguesa Houaiss também indica que "ismo" pode ser um substantivo masculino que indica "doutrina, sistema, teoria, tendência, corrente etc. (mais freq. no pl. e com sentido pejorativo)". Também como substantivo masculino, "ismo" é definido pelo Michaelis - Dicionário Brasileiro da Língua Portuguesa como um conjunto "de ideias, teorias, doutrinas, princípios ou correntes cujos nomes terminam em ismo, especialmente quando são consideradas insensatas ou pouco práticas (o termo é mais usado no plural e com sentido pejorativo)". Já o Dicionário Priberam  registra que ismo, como substantivo masculino se refere a qualquer "doutrina, movimento ou teoria que não se quer especificar", enquanto que como sufixo seria "formador de substantivos abstratos".